# 切斯特 (阿肯色州)
切斯特（英語：Chester）是一個位於美國阿肯色州克勞福德縣的城鎮。

## 地理
切斯特的座標為35°40′48″N 94°10′34″W / 35.68000°N 94.17611°W，而該地的平均海拔高度為256米（即840英尺）。

## 人口
根據2020年美國人口普查的數據，切斯特的面積為1.32平方千米，當中陸地面積為1.32平方千米，而水域面積為0.00平方千米。當地共有人口144人，而人口密度為每平方千米109人。